# Vepr-12

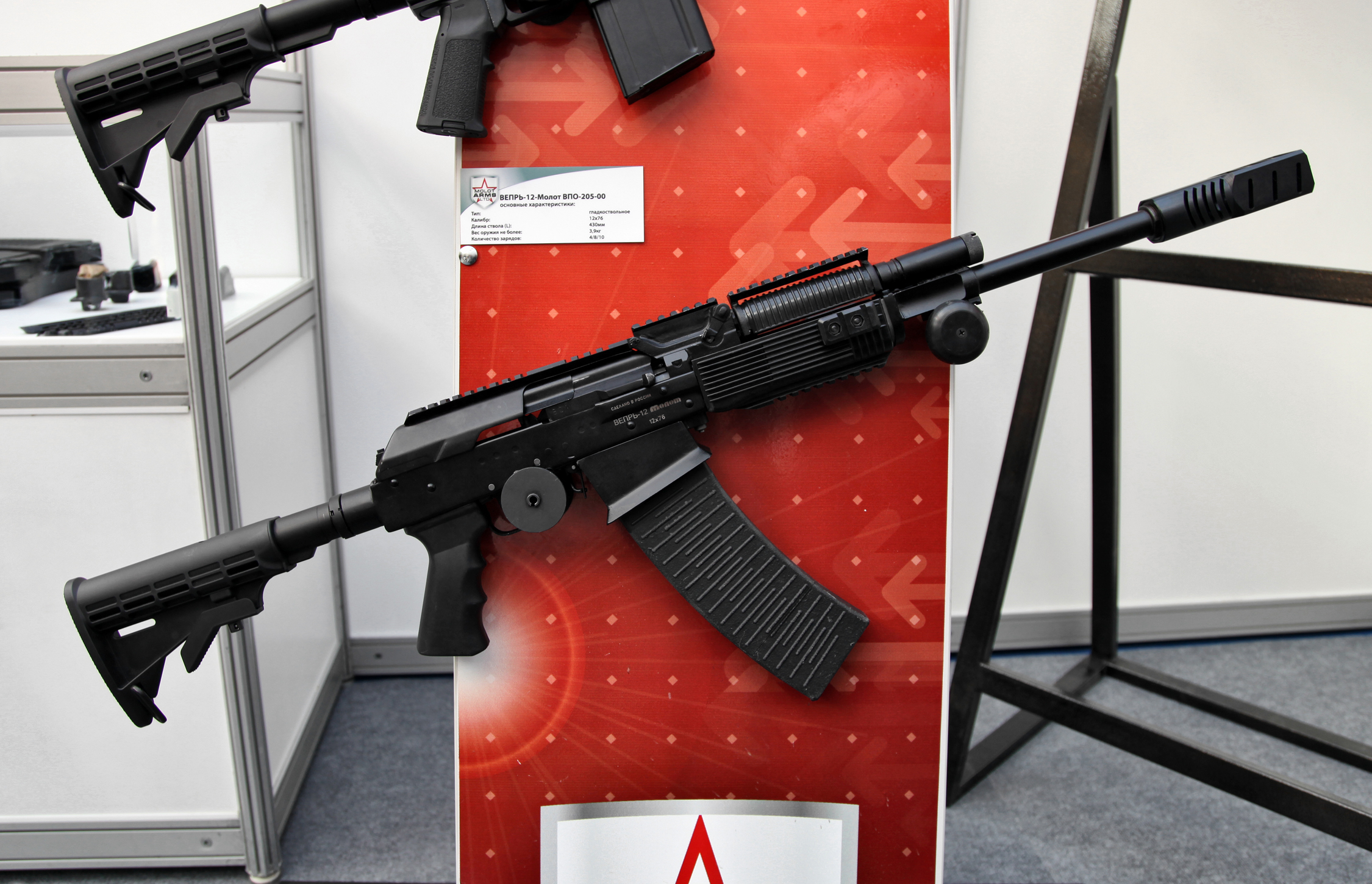
Fusil Vepr-12.

Le Vepr-12 est un fusil semi-automatique russe. C'est un fusil de chasse (shotgun) polyvalent de calibre 12, créé par la société russe Molot-Oruzhie. Il est calqué sur le fusil d'assaut Kalachnikov d'origine, et construit sur le récepteur de la mitrailleuse légère Kalachnikov RPK.
En service depuis 2003, il est une des rares armes russes utilisés par la police nationale française; quelques exemplaires sont employés par le RAID pour leurs capacités de tirer des balles en caoutchouc.

## Variantes
Le Vepr-12 est fabriquée dans de nombreuses variantes, chacune avec une désignation unique.
- (ВПО-205-00) - Modèle standard
- (ВПО-205-01) - Modèle sportif, comprend un frein de bouche fixe et peut être tiré avec la crosse repliée.
- (ВПО-205-02) - Modèle de compétition, comprend un canon de 27 pouces et un frein de bouche fixe.
- (ВПО-205-03) - Modèle militaire compact, avec un canon de 12 pouces. Ce modèle a une capacité de tir entièrement automatique.